# 大川シネマホール
大川シネマホール（おおかわシネマホール）は、福岡県大川市酒見215-1の「おおかわ交流プラザ」4階にある映画館。370席の1スクリーンを有する。スクリーンの高さは6.3メートル、幅は14.5メートル。

## 沿革
かつて福岡県大川市には4館の映画館があったが、1975年（昭和50年）頃までにすべて閉館した。2005年（平成17年）には高邦会グループによって国際医療福祉大学大川キャンパスが開設されたが、映画デートをしたい学生カップルは久留米市や佐賀市を訪れる必要があり、学生から映画館を求める声が強く上がっていた。
高邦会グループは2015年（平成27年）10月11日、複合施設「おおかわ交流プラザ」4階に大川シネマホールを開館させた。「おおかわ交流プラザ」は高邦会グループが創立100周年記念事業として同年4月にオープンさせた施設である。開館記念式典には女優の檀ふみも参加し、式典後には檀ふみが出演した『春を背負って』（木村大作監督・2014年）が上映された。

## 年表
- 2015年（平成27年）10月11日：開館[1]。

## かつて大川市にあった映画館
| 年                           | 映画館                                                              |
| ---------------------------- | ------------------------------------------------------------------- |
| 1953年（当時は三潴郡大川町） | 偕楽座（1897年設立、榎津） 天国館（1943年設立、向島） 旭東座        |
| 1954年（市制施行後）         | 偕楽座 天国館 文化劇場（1954年8月設立、榎津京町）                   |
| 1960年                       | 偕楽座 天国館 文化松竹劇場 大川東映センター（1958年設立、榎津栄町） |
| 1969年                       | 天国館 東宝文化劇場（松竹系から東宝系に） 大川東映劇場              |